# Srebrniče
Srebrniče so naselje na desnem bregu Krke v Občini Novo mesto. 
V naselju je tudi novo novomeško pokopališče, ki je edino gozdno pokopališče v Sloveniji.
- Graščina Srebrniče (Silberbau)
- Pokopališče Srebrniče